# Granaatwerper

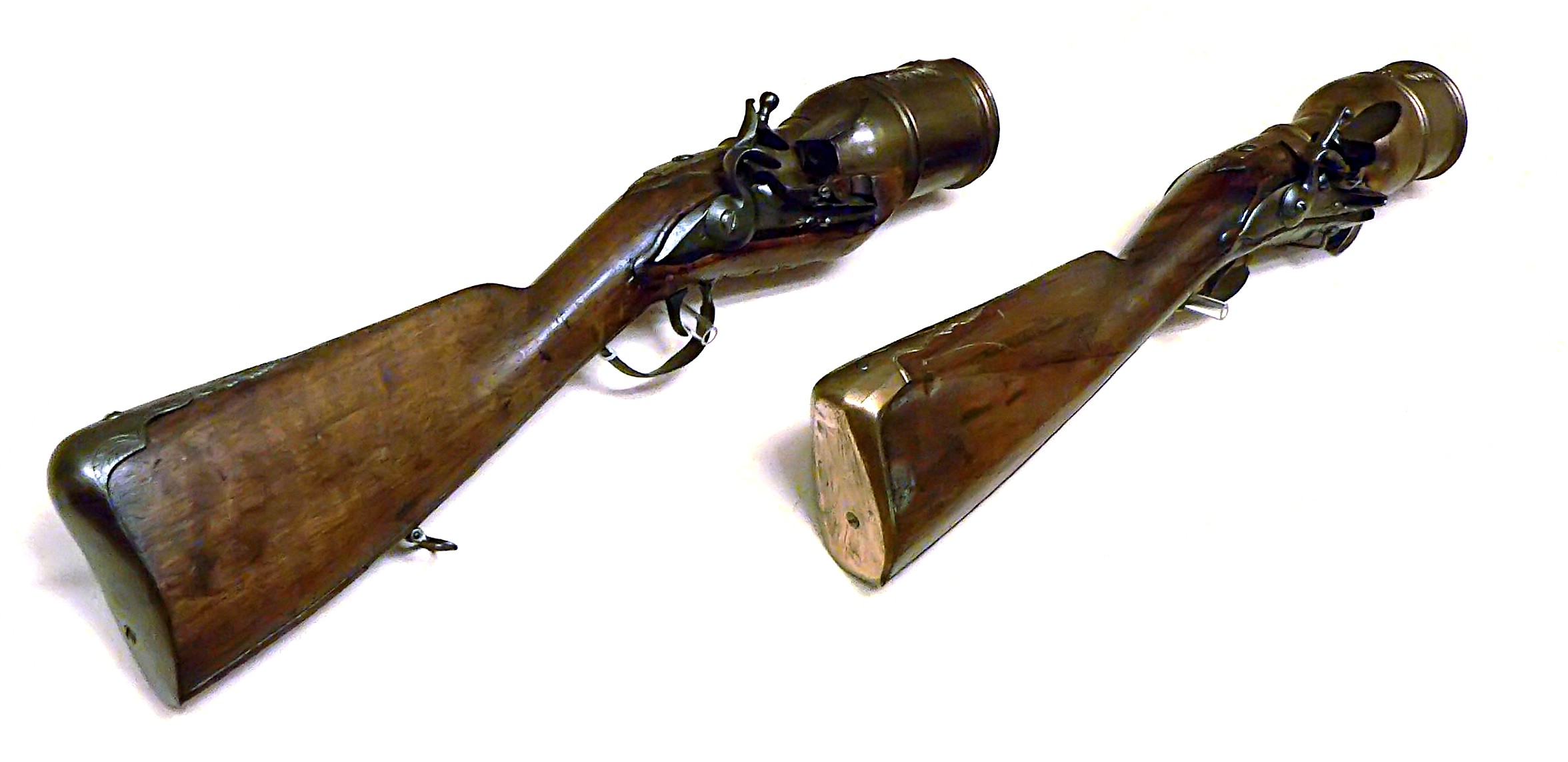
Een granaatwerper.

Een granaatwerper is een wapen, of deel van een wapen, waarmee stuwloze projectielen gelanceerd kunnen worden. Het meest voorkomende kaliber is 40 mm, hoewel kalibers van 20 mm, 30 mm, 35 mm en 43 mm ook voorkomen. Systemen die functioneren om een zichzelf voortstuwend projectiel af te vuren worden doorgaans raketwerper genoemd.

## Geschiedenis
De geschiedenis van de granaatwerper begint reeds in de 16de eeuw. Omdat de reikwijdte van een handgranaat beperkt bleef, zocht men nieuwe manieren om een granaat verder te werpen. De eerste modellen waren voornamelijk ingekorte musketten met een groot kaliber loop, zogenoemde handmortieren. De granaat werd aangestoken alvorens hij in de loop werd gestopt om door middel van een lading buskruit afgevuurd te worden. Door deze omslachtige manier van laden gebeurde het weleens dat de granaat af ging voordat hij afgevuurd kon worden, met alle gevolgen van dien.
Het zou tot de Eerste Wereldoorlog duren, voordat er nieuwe systemen werden bedacht. Een systeem maakte gebruik van een speciaal opzetstuk voor de loop. De granaat werd in de lanceerinrichting geplaatst en door middel van een losse patroon gelanceerd. Een ander systeem modificeerde de granaat zo dat deze in de loop vastgezet kon worden. Beide systemen gebruiken de kracht van expanderende gassen, die vrijkomen bij het afvuren van een losse patroon of een speciale afvuurpatroon, om de granaat weg te schieten. Beide systemen hadden zo hun nadelen met slijtage.

## Hedendaags gebruik
Bij modernere modellen past het begin van de granaat over het mondingsstuk van het geweer om zo slijtage te voorkomen. Tevens kunnen veel van deze moderne granaten met standaard munitie verschoten worden die of in de granaat blijft zitten (en zo de kinetische energie van de kogel gebruikt om zich voort te stuwen), of door een speciaal kanaal de granaat verlaat. Het grootste nadeel van dit systeem is echter dat de granaat eerst verschoten moet worden, voordat het geweer weer gebruikt kan worden. Desalniettemin gebruiken landen als België en Frankrijk dit systeem nog steeds.
Als antwoord hierop werden twee systemen ontwikkeld, het eerste keerde terug naar het begin van de handmortier. Deze modellen gebruiken vaak een kleiner kaliber granaat, vaak 40mm. Een van de eerste modellen was de Duitse Kampfpistole, een omgebouwd lichtpistool met kolf en vizier. Na de oorlog ontwikkelden veel landen hun eigen enkelschots granaatwerper, waarvan vooral de Amerikaanse M79 in de Vietnamoorlog bekendheid kreeg. Het nadeel was dat de soldaat altijd een ander wapen met zich mee moest slepen om zich in noodsituaties te kunnen verdedigen.
Hierop werd een tweede systeem ontwikkeld; een opzichzelfstaand wapensysteem met loop en vuurgroep, dat onder de loop van een geweer gemonteerd wordt (de z.g. underslung grenade launcher). Dit systeem is tegenwoordig populair en is vaak terug te vinden onder diverse aanvalsgeweren als de AK-47 (GP-25), M16 (M203) en de G36 (AG36).

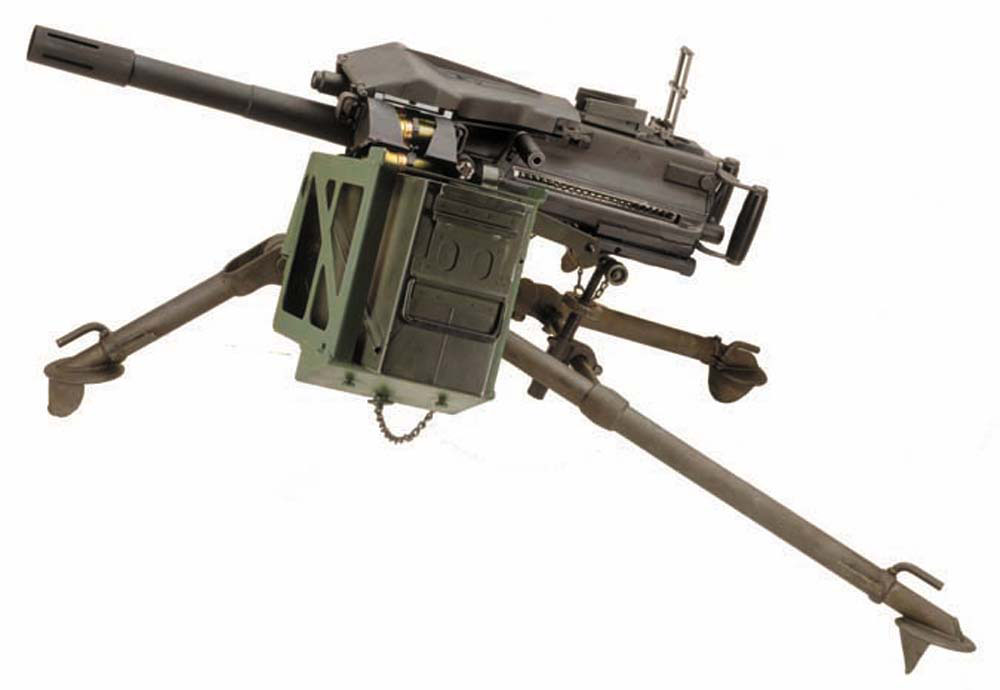
MK19-02 granaatwerper

Ook komen stationaire automatische granaatwerpers voor. Deze vaak zwaardere variant kan enkele tientallen kilo´s wegen en kan op diverse voertuigen, gebouwen alsook een statief gemonteerd worden. De ontwikkeling begon reeds in 1935 in de Sovjet-Unie, waar diverse prototypen ontstonden, waaronder de Taubin 40,6mm. Dit project werd echter in de ijskast gestopt, totdat het in de jaren zestig door de Verenigde Staten nieuw leven ingeblazen werd. De Amerikanen ontwikkelden diverse systemen rond een speciale, hogesnelheids-40mm-granaat. Een van de eerste was de Mk18 mod0, een semiautomaat die later vervangen zou worden door de automatische Mk19 mod1 en tegenwoordig nog steeds dienstdoet als de Mk19 mod3. Enkele jaren later volgde de Sovjet-Unie met een kleiner en lichter model, gebaseerd op een 30 mm kaliber, de AGS17, die tegenwoordig vervangen wordt door de AGS30. Uiteindelijk volgde ook China met een eigen 35 mm W87-systeem, dat in tegenstelling tot de 30 à 40 schots patroonbanden van Rusland en Amerika met een relatief kleine 12 à 15 schots trommel kwam.
Tegen de jaren 90 zou het handmortierconcept weer zijn intrede doen. Echter, in tegenstelling tot zijn enkelschotsvariant uit de jaren 60, werd hij in een automatisch jasje gestopt. Door middel van een grote revolvertrommel zijn werpers als de Amerikaanse MM1 en Russische RG6 in staat respectievelijk 6 tot 12 granaten automatisch uit de hand te verschieten. Later kwam Rusland wederom met een revolutionair systeem, dat via een pompsysteem gelijkend op die van een shotgun werkt. Deze semi-automaat heeft een capaciteit van 3 40mm-granaten. Deze wapens vindt men vaak terug bij de politie, waar ze een niet-dodelijke lading hebben, zoals traangas.